# Marcus Atilius Regulus (consul en -267)
Pour les articles homonymes, voir Marcus Atilius Regulus et Atilius Regulus.
Marcus Atilius Regulus est un personnage politique et militaire de la République romaine, appartenant à la gens Atilia, originaire de Campanie. Commandant malheureux durant la première guerre punique, il est une figure mythique parmi les Romains célèbres.

## Biographie

### Famille
Marcus Atilius Regulus, fils de Marcus, qui fut consul en -294, descend d’une ancienne famille campanienne. Il épouse une Marcia, et a au moins deux fils et une fille, et ses deux fils sont consuls : Marcus en 227 av. J.-C. et Caius en 225 av. J.-C..
Le domaine familial apparaît modeste, sept arpents selon le chapitre de Valère Maxime sur la frugalité des anciens Romains. Il est cultivé avec l'aide d'un seul intendant, qui décède pendant que Regulus est en Afrique. Le domaine risquant de tomber à l'abandon et priver les siens de moyens de subsistance, le Sénat fournit une aide alimentaire à sa famille.
Son frère ou son cousin, Caius Atilius Regulus Serranus, est deux fois consul en 257 av. J.-C. et en 250 av. J.-C.

### Premier consulat
Il est élu consul une première fois en 267 av. J.-C..  Après la prise de Tarente en 272 av. J.-C., les Romains achèvent la conquête du sud de l'Italie en soumettant les peuples des Pouilles. Regulus bat les Salentins et s'empare de leur capitale Brindisi, port le plus proche de la Grèce et lieu idéal pour le développement des relations avec le monde hellénique. Pour cette victoire, il se voit décerner les honneurs du triomphe.

### Second consulat
Pendant la première guerre punique, il est consul suffect en 256 av. J.-C. en remplacement du consul Quintus Caedicius, décédé pendant son mandat. Il commande la flotte romaine et vient mouiller devant Tyndaris, sur la côte nord de la Sicile. Il attaque une escadre carthaginoise avec une avant-garde de dix navires, mais les Carthaginois encerclent l'escadre romaine dont ils coulent neuf navires. Le navire de Regulus qui a pu fuir de justesse est rejoint par le gros de la flotte romaine, qui contre-attaque, capture dix navires et en coule huit, tandis que les autres se replient sur les îles Lipari.
Après cet engagement, les Romains préparent un débarquement en Afrique, pour que Regulus et son collègue L. Manlius Vulso portent la guerre aux portes de Carthage. Leur flotte particulièrement nombreuse (330 vaisseaux) contourne la Sicile par l'est puis le sud, et se heurte à une escadre carthaginoise au cap Ecnome. Les navires romains parviennent à forcer les Carthaginois à se retirer.
Regulus et Vulso débarquent près de Carthage avec une armée romaine forte de quatre légions. Selon le De viris illustribus, il s'empara de 200 villes et de 200 000 hommes. Plusieurs auteurs rapportent un épisode d'allure légendaire, à la fois prodige et présage favorable : près du fleuve Bagrada (aujourd'hui la Medjerda), les Romains se heurtent à un serpent monstrueux dont ils ne viennent à bout qu'avec une machine de guerre et dont la dépouille est envoyée à Rome. Regulus rencontre les armées puniques à Adys et remporte la victoire. Confiants dans une situation à leur avantage, et habitués à démobiliser leurs légions en fin d'année, les Romains décident de réduire leur corps expéditionnaire : tandis que Vulso ramène en Italie une partie de l'armée et la flotte chargée de butin, Regulus passe l'hiver sur place avec 15 000 hommes et 500 cavaliers. La demande qu'il adresse au Sénat pour être remplacé par son successeur n'est pas suivie d'effet. L'année suivante, en 255 av. J.-C., Regulus reprend la guerre et s'empare de Tunis, position qui menace directement Carthage. Des négociations avec Carthage n'aboutissent pas, les Carthaginois refusent les exigences excessives de Regulus, qui veut leur imposer l’abandon de la Sicile et de la Sardaigne, le paiement des frais de la guerre, un tribut annuel, la reddition des prisonniers sans rançon, l’interdiction de faire la paix et la guerre sans l’autorisation du Sénat romain, l’obligation de secourir Rome en cas de besoin, la limitation de la marine de guerre.
Carthage préfère résister, engage le général spartiate Xanthippe et des mercenaires grecs, et mobilise ses citoyens. Grâce à ses éléphants de guerre et sa cavalerie, Xanthippe anéantit l'armée de Regulus à la bataille de Tunis et le fait prisonnier ; seuls 2 000 Romains peuvent s'échapper.

### Développement d'un mythe
Les historiens antiques vont tirer des leçons morales du destin de Regulus. La première est une réflexion sur le retournement complet de situation, de vainqueur à vaincu et captif, et la versatilité de la Fortune, personnification du destin. Polybe souligne que son refus d'indulgence aux Carthaginois vaincus se retourna contre lui. Diodore de Sicile reprend l'argument, disant que par son comportement insultant face aux malheurs des vaincus, il avait offensé la divinité et forcé les vaincus à se remobiliser.
La seconde vision est un récit édifiant qui fait de Regulus le synonyme du courage face à un sort qu'il devine cruel et de la virtus romaine du respect absolu de la parole donnée, qualité sacrée et divinisée par les Romains sous le nom de Fides populi romani. Elle est aussi pour Valère-Maxime la justification de la destruction de Carthage lors de la troisième guerre punique, « la juste expiation de tant de cruauté envers un homme d'un esprit si profondément religieux ». 

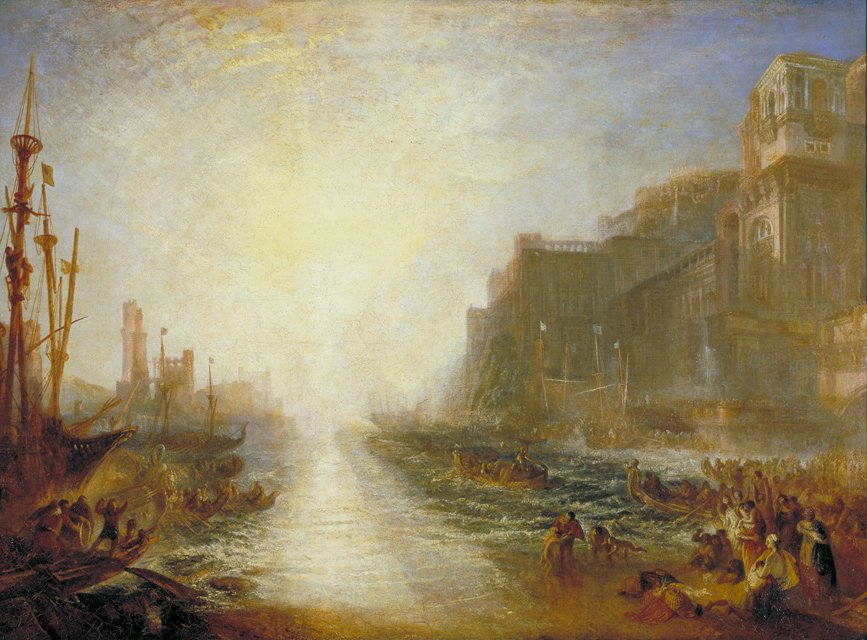
Regulus, 1828
William Turner
Tate Britain, Londres

Selon les annalistes romains, les Carthaginois proposent à Regulus de rentrer à Rome pour obtenir soit la cessation des combats, soit au moins un échange de prisonniers, sous réserve de sa parole d'honneur de rentrer à Carthage si sa mission échoue. La date de cet épisode est incertaine, et pourrait être située vers 251 av. J.-C.. Au moment de prendre la parole au Sénat romain, il déconseille, à la surprise générale, le choix de l'une de ces options, puis — fidèle à son serment — rentre à Carthage. Le résumé de Tite-Live indique seulement qu’il est exécuté tandis que Florus et Eutrope disent qu’il est horriblement torturé à mort. D’autres sources abondent en détails, sans toujours concorder : Aulu-Gelle cite les Histoires de Tubéron, auteur de la fin de la République dont rien ne nous est parvenu, et affirme que les Carthaginois avaient administré un poison lent à Regulus avant de l'envoyer à Rome, pour le forcer à revenir à Carthage ; à son retour, ils l’auraient enfermé dans l’obscurité puis aveuglé en l’exposant face au soleil, les yeux exposés paupières cousues. Silius Italicus, Appien et l'auteur du De viris illustribus urbis Romae racontent qu’on l’enferma dans une cage dont les multiples pointes lui interdisaient tout appui, et qu’il mourut de privation de sommeil,.
Diodore de Sicile rapporte que la veuve de Regulus et ses fils se vengèrent de la mort de leur mari et père en maltraitant deux prisonniers carthaginois, les enfermant dans un local minuscule et les privant de nourriture, ou selon Aulu-Gelle en les enfermant dans une caisse hérissée de pointes. L'un, nommé Bodostor, en meurt, l'autre, un Hamilcar inconnu par ailleurs, est sauvé de justesse et libéré par l'intervention des tribuns, alertés par les esclaves des Atilii que le sort des captifs avait apitoyés.

## Postérité de Regulus

### Période antique
Les auteurs romains vont placer Regulus au rang de leurs héros nationaux.  Cicéron évoque à plusieurs reprises  son exemple dans ses discours et ses traités. L’aide-mémoire de Lucius Ampelius mentionne Regulus dans la liste des Romains qui se sont sacrifiés pour la patrie, de même que l'anonyme De viris illustribus urbis Romae.
Regulus apparaît comme un symbole multiple : général plusieurs fois vainqueur, puis battu, capturé et mis à mort, il est chez Tite-Live un exemple frappant des vicissitudes de la fortune, ce qui devient un lieu commun repris au IVe siècle par Ammien Marcellin. Il représente la fidélité au serment, poussée jusqu’à la mort. Dans une de ses Odes, Horace loue son refus de concéder aux Carthaginois un rachat des prisonniers romains, et le courage de son attitude.
Le sort de Regulus alimente les réflexions de Sénèque sur la Providence. Il résout le paradoxe d'un homme vertueux accablé par une Fortune qui serait versatile en considérant que cette Fortune lui fournit en réalité l'occasion de faire preuve de sa valeur et de donner une grande leçon d'héroïsme : « En quoi la Fortune l’a-t-elle maltraité, lorsqu’elle a fait de lui le modèle de la loyauté, le modèle de la constance ? [...] Plus vive est la torture, plus grande sera la gloire ».
Les premiers auteurs chrétiens, qui sont formés à la rhétorique latine et qui utilisent les mêmes références historiques que les auteurs classiques, utilisent à leur tour Regulus, figure qui préfère affronter la mort plutôt que de renoncer à son engagement : Tertullien dans son apologie du martyr vante son courage face à la mort, et le qualifie de « vainqueur dans la captivité ». Certains dont Cyprien de Carthage étayent leur démonstration de la fausseté des dieux romains et des  augures en soulignant que son respect des augures n’avait pas garanti la victoire pour Regulus, et plus largement les succès de Rome.
Plus tard au Ve siècle, Augustin d'Hippone dans la Cité de Dieu tire argument du destin malheureux de Regulus en dépit de sa religion et le généralise à celui de Rome saccagée par les barbares « qu'ils reconnaissent donc que le malheur de Régulus peut arriver à une ville aussi fidèle que lui au culte des dieux ».

### Période moderne
L’édifiante et héroïque histoire de Regulus figure en bonne place dans le célèbre manuel scolaire de latin De viris illustribus, recueil de biographies simplifiées rédigé par l'abbé Lhomond au XVIIIe siècle à destination des classes de sixième, et qui est resté en usage en France jusqu'au milieu du XXe siècle, ce qui contribue à populariser le destin de Regulus, tel que l'ont rapporté les auteurs anciens.
Le public cultivé était donc familier du destin tragique de Regulus, et les artistes pouvaient créer des œuvres sur ce thème.

#### Œuvres écrites
En France, dès 1582, Jehan de Beaubrueil produit une tragédie Regulus : Tragédie dressée sur un faict des plus notables qu'on puisse trouver en toute l'histoire romaine. Jean Desmarets de Saint-Sorlin compose en 1671 un poème héroïque Régulus, ou le Vrai généreux, et Nicolas Pradon rédige une tragédie Regulus en 1688. En Angleterre, le drame héroïque est en vogue, et le dramaturge John Crowne joue un Regulus  en 1692.
Au siècle suivant, Claude Joseph Dorat écrit une tragédie en vers en trois actes, intitulée Regulus, représentée pour la première fois au Théâtre français le 31 juillet 1773, tandis que M. Poujade compose en 1770 une héroïde Regulus au Sénat. À son tour, le dramaturge autrichien Heinrich Joseph von Collin rédige en 1802 une tragédie en cinq actes Regulus, qu'Agostino Peruzzi adapte en italien en 1806. En 1822, le dramaturge français Lucien Arnault obtient un grand succès pour son Régulus, tant grâce à la prestation de Talma qu'à la référence à peine voilée à Napoléon.

#### Peintures

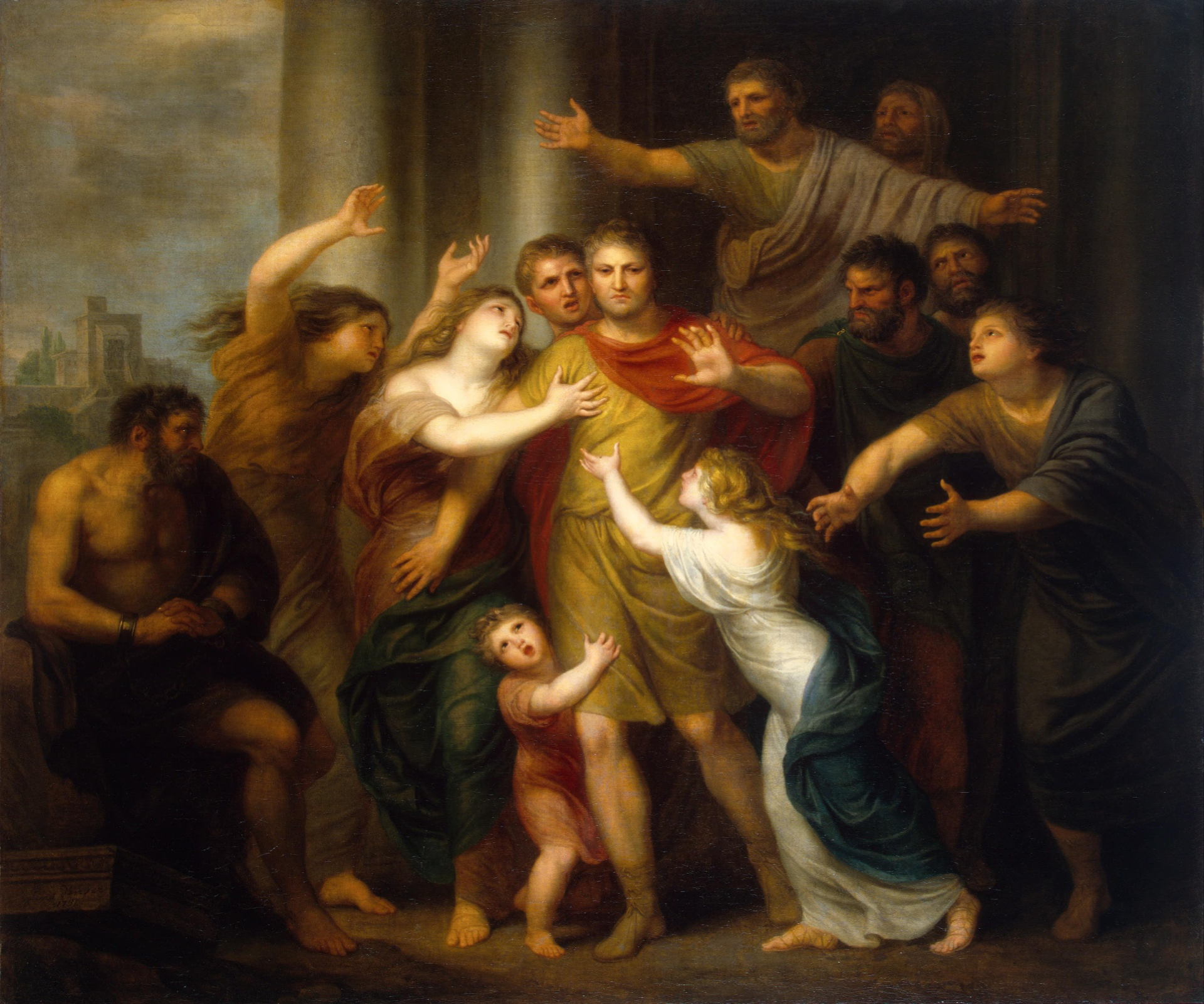
« Regulus retourne à Carthage», huile de André Corneille Lens, 1791, musée de l'Ermitage

L'artiste baroque italien Salvator Rosa peint vers 1651 La mort de Regulus, les Préparatifs de son supplice, dont le dessin est au Louvre, et le tableau final au Virginia Museum of Fine Arts.
Le départ de Regulus quittant les siens pour retourner à Carthage, certain de son futur supplice, a inspiré plusieurs tableaux :

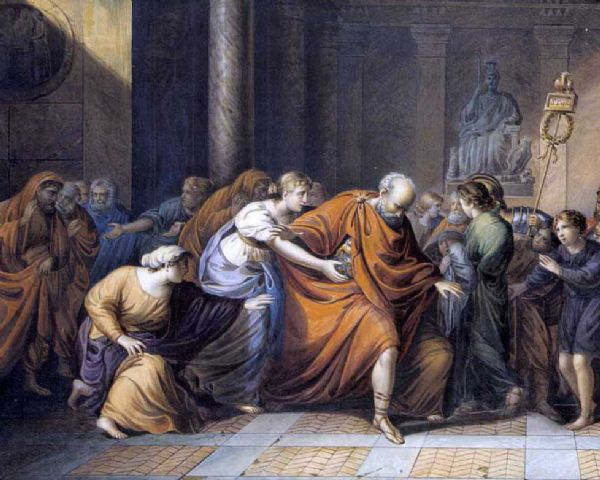
« Regulus part pour Carthage, retenu par ses parents », tempera sur papier de Michel Ghislain Stapleaux, 1832

- Cornelis Cels, Regulus retournant à Carthage, 1791, Huile, Musée de l'Ermitage
- Charles Thévenin, Regulus retourne à Carthage, primé au concours du Grand Prix de Rome de 1791, École nationale supérieure des beaux-arts, Paris[34]
- Jacques Augustin Catherine Pajou, Le Départ de Régulus, 1793, Paris, musée du Louvre.
- Mathieu-Ignace Van Brée, Régulus retournant à Carthage, Bruxelles, Musées Royaux des Beaux-Arts de Belgique.

Le peintre anglais William Turner, dans Regulus, un tableau peint en 1828, traduit l'éblouissement par le soleil que subit Regulus lors de son supplice.

#### Opéras
L'histoire de Regulus inspira plusieurs opéras :
- Atilio Régulo, opéra de Giovanni Maria Pagliardi (1693), sur un livret de Matteo Noris.
- Atilio Régulo, opéra de Carlo Ignazio Monza (1777).
- Opéra sur un livret de Pietro Metastasio, avec plusieurs auteurs :
  - Atilio Regolo, opéra de Johann Adolph Hasse (1750).
  - Atilio Regolo, opéra de Niccolò Jommelli (1753).
  - Atilio Regolo, opéra de Domenico Cimarosa (1796).
- Atilio Regolo in África, opéra de Pietro Paolo Laurenti (1701).
- Marco Atilio Regolo, opéra de Giacomo Rampini (1713).
- Marco Atilio Regolo, opéra de Alessandro Scarlatti (1719).

### Critique historique
Le récit de la fin de Regulus prête le flanc à la critique historique moderne. Tandis que Polybe, auteur réputé fiable, omet la fin de Regulus, les auteurs antiques suivants s'encombrent de l'épisode douteux du serpent monstrueux et divergent sur les supplices infligés à Regulus. Dès 1837, Niebuhr exprime son hésitation puis Theodor Mommsen n'y voit pas de fait démontré. Ce récit est une pure invention selon l'avis d'historiens modernes comme Claudia Moatti et Serge Lancel. En revanche l'historien tunisien Hédi Dridi reprend le récit des auteurs antiques, tout en signalant la mise en doute de Lancel.
Toutefois, Yann Le Bohec admet la possible véracité du sort de Regulus. Il considère que le silence de Polybe ne prouve rien, et que les arguments critiques sur le manque de fiabilité de ses successeurs peuvent être réfutés. Les actes de cruauté en temps de guerre envers un captif ne lui paraissent pas invraisemblables, pas plus que l'obligation de respecter un serment. Il rappelle que durant la deuxième guerre punique, des Romains faits prisonniers à Cannes par Hannibal ont servi de négociateurs forcés de façon semblable : ils furent envoyés à Rome pour négocier un rachat des prisonniers, après avoir fait le serment de revenir dans le camp d'Hannibal. Un des Romains qui rusait pour contourner ce serment fut contraint par le Sénat de revenir auprès d'Hannibal et subir le sort honteux des captifs. Pour Le Bohec, Regulus avait l'obligation religieuse par son serment et sociale par son rang aristocratique d'obéir à son engagement et de garantir son honneur, quel qu'en soit le prix.